# Al Di Meola
Albert Laurence Di Meola (Jersey City, 22 luglio 1954) è un chitarrista, compositore e produttore discografico statunitense di genere jazz fusion.
Al Di Meola è considerato dai critici come uno dei migliori chitarristi di ogni tempo e viene spesso definito come un vero virtuoso dello strumento. Nella sua carriera ha ricevuto diversi riconoscimenti tra i quali un Grammy Award vinto nel 1976.
Nella prima metà degli anni '80, entra a far parte del supergruppo di chitarristi formato, oltre che da lui, anche dal britannico John McLaughlin e dallo spagnolo Paco de Lucía. Insieme i tre chitarristi si sono esibiti in varie tournée e, tra studio e live, hanno pubblicato quattro album.
Nella sua carriera ha venduto più di 10 milioni di dischi in tutto il mondo.

## Biografia

### Infanzia e inizi

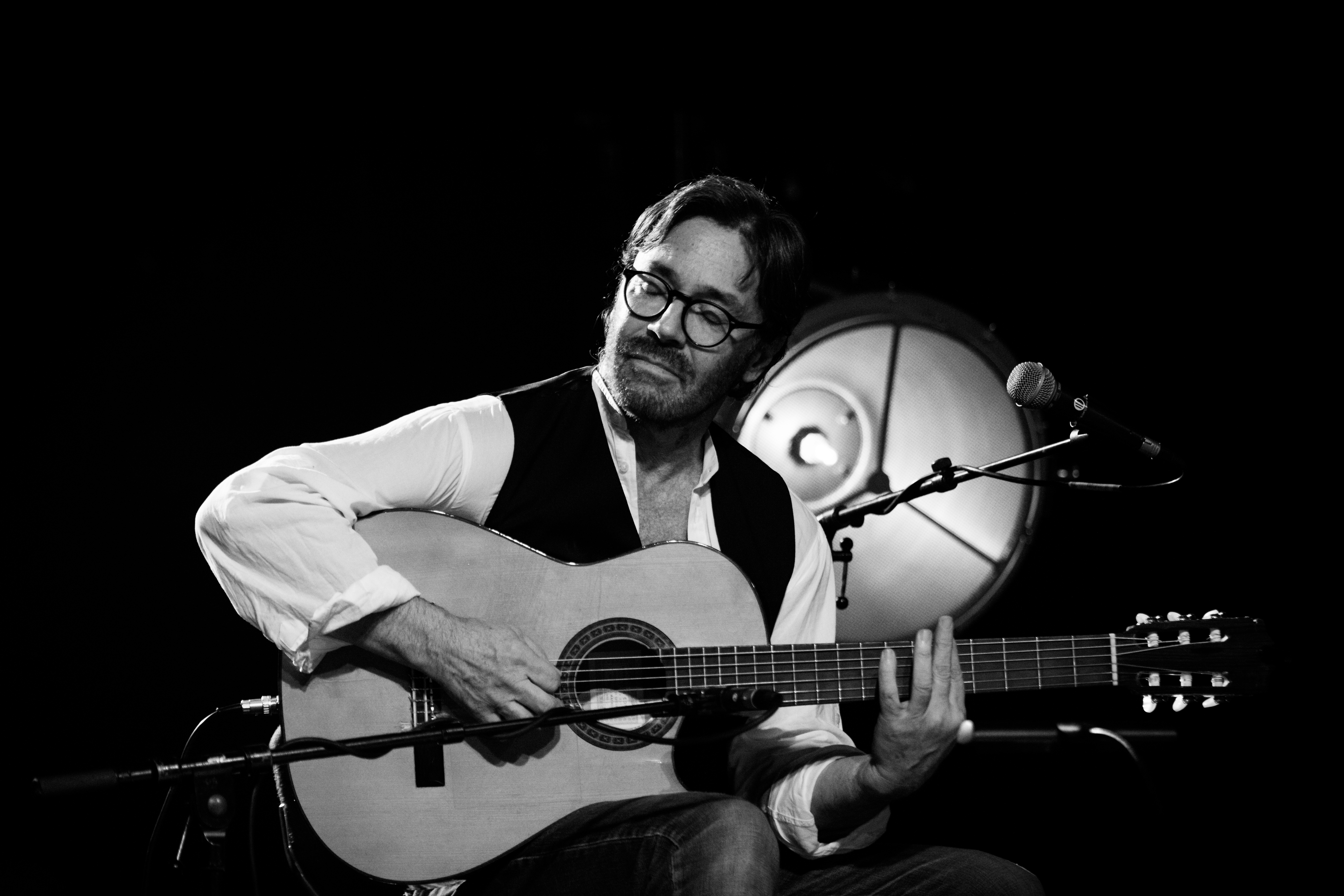
Al di Meola in concerto nel 2016

Di Meola è un chitarrista americano di origini italiane, precisamente di Cerreto Sannita (Benevento).
Fin dall'infanzia si interessa alla musica e all'età di otto anni, ispirato dai Ventures e da Elvis Presley, decide di intraprendere gli studi chitarristici. I suoi studi iniziali si focalizzano subito sugli standard jazz. Tra i chitarristi che maggiormente hanno influenzato Di Meola durante la sua infanzia vi sono George Benson, Kenny Burrell, Clarence White e Doc Watson.

### L'esperienza con i Return to Forever (1974-1976)
Nel 1971 si iscrive al Berklee College of Music a Boston (Massachusetts); in questo periodo conosce Chick Corea che nel 1974 lo ingaggia come chitarrista sostituto di Bill Connors nella sua band, i Return to Forever. Con il gruppo, Di Meola realizzerà tre dischi: Where Have I Known You Before (1974), No Mystery (1975) e Romantic Warrior (1976) fino alla rottura avvenuta nel 1976.
Il disco Romantic Warrior riceverà il Grammy Award come miglior album jazz nel '76.

### Carriera solista (1976-oggi)
Al Di Meola esordisce da solista con l'album Land of the Midnight Sun, uscito nel 1976 e che riscuote un discreto successo. L'anno successivo, realizza il suo primo grande capolavoro, Elegant Gypsy che riceve ampi elogi da critica e pubblico. Di Meola, attraverso questi due dischi, dimostra il suo interesse verso la cultura mediterranea e verso generi musicali affini a questa terra, come il flamenco (influenze ascoltabili in brani come Mediterranean Sundance e Lady of Rome).
I suoi primi album sono oggi diventati punti di riferimento e di influenza per molti chitarristi rock e jazz.
Oltre a una prolifica carriera solista, Di Meola realizza collaborazioni con il cantante e musicista greco George Dalaras, con il cantante sardo ex Tazenda Andrea Parodi, con il cantante russo Leonid Augutin, il bassista Stanley Clarke, il violinista Jean-Luc Ponty, il tastierista Jan Hammer. Forma inoltre un trio con i chitarristi John McLaughlin e Paco de Lucía. 
Di Meola successivamente esplora la musica latina ibridata al genere jazz fusion in album come Casino (1978) e Splendido Hotel (1980).
Dimostra di possedere anche un tocco più sottile e intimo su brani acustici come Fantasia Suite for Two Guitars dall'album Casino e sul live album registrato con McLaughlin e De Lucia, Friday Night in San Francisco. Quest'ultimo è diventato uno degli album di chitarra acustica più popolari di sempre, vendendo due milioni di copie nel mondo. Nel 1980, Di Meola va in tour con il chitarrista e rocker latino Carlos Santana.
Con l'album Scenario, esplora i generi elettronici del jazz in collaborazione con il tastierista Jan Hammer (compositore della colonna sonora della serie tv Miami Vice). Coerentemente con i gusti in voga negli anni '80, si avvicina all'utilizzo dei sintetizzatori in album come Soaring Through a Dream. Nel corso degli anni '90, Di Meola registra album più vicini al genere della World music e ai moderni stili latini, scostandosi più dal jazz.
Nel 2004 collabora con l'interprete sardo Andrea Parodi, con il quale intraprende una tournée mondiale chiamata Midnight in Sardinia. Nel 2005 esce l'album Midsummer Night in Sardinia che raccoglie i momenti migliori di questa tournée.
A partire dagli anni 2010, Al Di Meola comincia a registrare una serie di album assimilabili alla musica popolare, realizzando cover di canzoni standard del XX secolo. Nel 2020 infatti pubblica il suo secondo disco tributo ai Beatles (dopo "All Your Life - A Tribute to the Beatles" del 2013) dal titolo Across the Universe. Lo stesso anno collabora con Dodi Battaglia, ex chitarrista dei Pooh, per il brano One sky.
Il 27 settembre 2023, durante un concerto in Romania, l'artista accusa un malore (successivamente identificato come infarto miocardico) e viene trasportato d'urgenza in ospedale dove le sue condizioni vengono dichiarate stabili il giorno seguente.
Nel 2024 riprende l'attività concertistica, esibendosi in Europa e negli Usa.

## Vita privata
Al è stato sposato due volte. Dal primo matrimonio, terminato col divorzio, è nata Valentina (1997).
Il secondo matrimonio è avvenuto nel 2015 con Stephanie, dalla relazione sono nate due figlie.
Appassionato di calcio, è tifoso del Napoli.

## Stile musicale

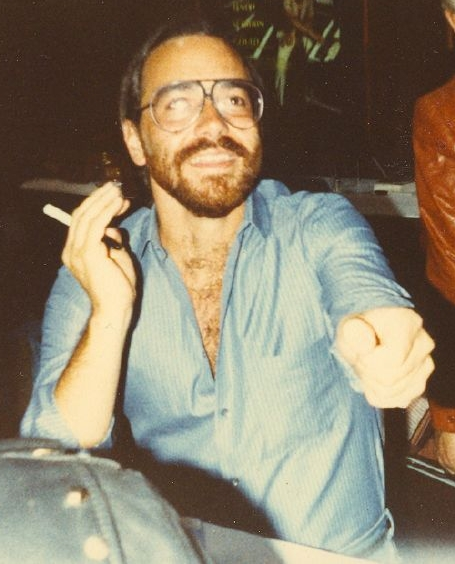
Al Di Meola nel 1979

In generale, la discografia di Di Meola è suddivisibile in elettrico e acustico. Questi due strumenti sono adoperati dall'artista in egual misura anche se, soprattutto dal vivo, egli predilige l'utilizzo della chitarra acustica.
Al Di Meola ha esplorato una grande varietà di stili, ma è particolarmente noto per il suo lavoro di jazz fusion con influenze derivanti dalla musica latina.
All'inizio della sua carriera, Di Meola riuscì a farsi notare grazie alla sua padronanza tecnica, ai suoi assoli veloci e complessi e alle sue composizioni spesso sofisticate ed eleganti. Secondo i critici, viene considerato come uno dei primi "shredder" della storia.
Nel corso del tempo, Al comincia a esplorare culture e generi differenti come il flamenco, la bossa nova, il tango (grazie anche alla sua amicizia con Astor Piazzolla, a cui dedicherà l'album “Di Meola plays Piazzolla” del 1996) o la musica popolare (realizzando nel 2013 un album tributo ai Beatles: All your life - a tribute to the Beatles).

## Successo ed influenza
(Prince, durante un'intervista nel 2015)
Di Meola ha ricevuto numerosi apprezzamenti, oltre che da virtuosi della chitarra come Malmsteen, Paco de Lucia e Paul Gilbert, anche da pop star internazionali come Prince. Al è riconosciuto all’unanimità come uno dei più importanti chitarristi di sempre sia da parte della critica specializzata sia da parte del pubblico.
Durante una carriera che dura da cinquant'anni, si stima che Al Di Meola abbia venduto più di 10 milioni di dischi in tutto il mondo.
I suoi dischi più venduti sono “Friday Night in San Fransisco” in collaborazione con John McLaughlin e Paco de Lucía, che ha venduto più di 7 milioni di copie, e l’album del 1977 “Elegant Gipsy” che ha raggiunto il milione di copie.
Di Meola ha ricevuto diversi riconoscimenti tra i quali un Grammy Award e l’inserimento nella classifica dei migliori 100 chitarristi di ogni epoca nella rivista specializzata “Classic rock”.
Durante la sua lunghissima carriera musicale, ha lavorato con alcuni tra i più grandi artisti della storia tra i quali: Chick Corea, Carlos Santana, Pavarotti, Phil Collins, Paul Simon, Pino Daniele, Paco De Lucía e molti altri.

## Discografia

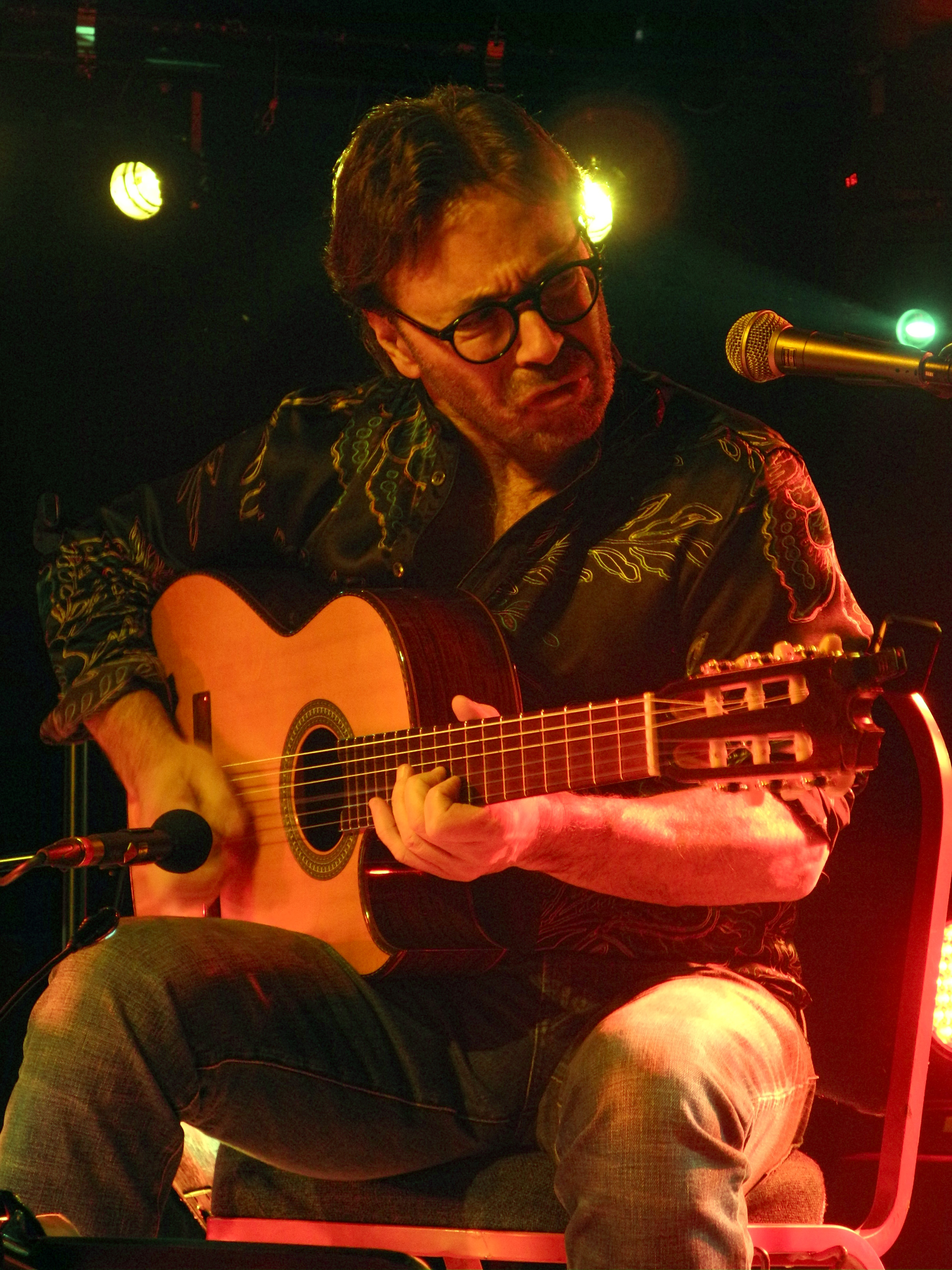
Al di Meola nel 2013 a Lussemburgo

### Album in studio
- 1976 - Land of the Midnight Sun
- 1977 - Elegant Gypsy
- 1978 - Casino
- 1980 - Splendido Hotel
- 1982 - Electric Rendezvous
- 1983 - Scenario
- 1985 - Cielo e Terra
- 1985 - Soaring Through a Dream
- 1987 - Tirami Su
- 1991 - Kiss My Axe
- 1991 - World Sinfonia
- 1993 - World Sinfonia II - Heart of the Immigrants
- 1994 - Orange and Blue
- 1996 - Di Meola Plays Piazzolla
- 1998 - The Infinite Desire (con il contributo di Pino Daniele)
- 1999 - Winter Nights
- 2000 - World Sinfonia - The Grande Passion
- 2002 - Flesh on Flesh
- 2006 - Vocal Rendezvous
- 2006 - Consequence of Chaos
- 2006 - Diabolic Inventions And Seduction For Solo Guitar
- 2011 - Pursuit of Radical Rhapsody
- 2013 - All Your Life - A Tribute to the Beatles
- 2015 - Elysium
- 2018 - Opus
- 2020 - Across the Universe
- 2024 - Twentyfour

### Con John McLaughlin e Paco de Lucía
- 1981 - Friday Night in San Francisco (con John McLaughlin e Paco de Lucía)
- 1983 - Passion, Grace & Fire con (John McLaughlin e Paco de Lucía)
- 1996 - The Guitar Trio (con John McLaughlin e Paco de Lucía)
- 2022  - Saturday Night in San Francisco (con John McLaughlin e Paco de Lucía)

### Con i Return To Forever
- 1974 - Where Have I Known You Before
- 1975 - No Mystery
- 1976 - Romantic Warrior
- 2008 - Returns

## Strumentazione
Al Di Meola, negli anni, ha utilizzato un grande numero di chitarre e spesso alcuni marchi hanno realizzato delle chitarre in suo onore e dedicate a lui.

### Chitarre
Alcune delle chitare utilizzate nel corso della sua carriera sono:
- PRS Al Di Meola Prism (modello dedicato a lui)
- Gibson Les Paul Custom del 1959
- Gibson Les Paul Traditional Ebony
- Ovation Al Di Meola Signature 1769-ADII5  (modello dedicato a lui)
- Felipe Conde Al Di Meola (modello dedicato a lui)
- Godin Multiac Nylon SA
- PRS Al Di Meola Prism (modello dedicato a lui)

### Amplificatori
- Roland GR-1 Guitar Synthesizer
- 70s 50 W Marshall Amplifier

### Corde
Per la chitarra elettrica, Di Meola predilige l'utilizzo delle corde dell'azienda italo-americana D'Addario, nello specifico usa le D'Addario EXL110 Nickelwound Guitar Strings 10-46.

## Riconoscimenti

### Grammy Awards
- 1976 - Miglior performance jazz per No Mystery (con i Return To Forever)

### Latin Grammy Awards
- 2012 - Candidatura come "miglior album strumentale" per Pursuit Of Radical Rhapsody